# Aeronave de alas basculantes

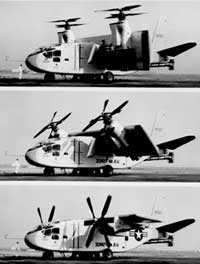
Un Hiller X-18 mostrando la transición de vertical a horizontal de sus alas basculantes.

Una aeronave de alas basculantes, es una aeronave capaz de inclinar sus alas, permitiendo mantenerlas en el plano horizontal durante el vuelo, y pudiendo girarlas en el plano vertical para el despegue o aterrizaje. Las aeronaves de ala basculante son capaces de operar en condiciones de despegue y aterrizaje vertical. Su concepción es similar a la de los convertiplanos, un diseño en el que gira la planta motriz en lugar del ala.

## Aeronaves de alas basculantes
- 1938 - Weserflug WP 1003
- 1957 - Vertol VZ-2
- 1959 - Hiller X-18
- 1964 - LTV XC-142
- 1965 - Canadair CL-84